# سلحفاة عنكبوتية مسطحة الظهر
السلحفاة العنكبوتية مسطحة الظهر أو مسطحة الصدفة أو السلحفاة المدغشقرية مسطحة الصدفة هي نوع من السلاحف البرية المتوطنة في الغابات النفضية بجزيرة مدغشقر الأفريقية (لا توجد في أي مكان آخر بالعالم). يصنف الاتحاد العالمي للحفاظ على الطبيعة هذا النوع كنوعٍ معرض لخطر الانقراض بشدة، وذلك نتيجة تدمير بيئته الطبيعية المستفحل والمستمرّ منذ ستينيات القرن العشرين، ويقدر بأنَّ أعداده قد تناقصت بنسبة 60% على الأقل منذ ذلك الحين. إذا استمرَّ تدمير بيئة السلحفاة على معدله الحالي، يتوقع أن تنقرض نهائياً قبل عام 2030.